# ویلیام فرانسیس گنانگ
ویلیام فرانسیس گنانگ (انگلیسی: William Francis Ganong; ۱۹ فوریهٔ ۱۸۶۴ – ۷ سپتامبر ۱۹۴۱) گیاه‌شناس، تاریخ‌نگار، نقشه‌نگار، استاد دانشگاه، پدیدآور اهل کانادا بود.
وی دانش‌آموختهٔ دانشگاه هاروارد و دانشگاه لودویگ ماکسیمیلیان مونیخ و سال‌های متمادی، استاد کالج اسمیت در نورتهامپتون، ماساچوست بود.